# Carlos Díaz Hernández
Carlos Díaz Hernández (Conca (Castella - la Manxa), 1 de novembre de 1944) és un filòsof espanyol de tendència anarquista i cristiana. Conferenciant per tot Espanya i per la majoria de països d'Amèrica Llatina, és el principal investigador i difusor del pensament personalista comunitari en llengua espanyola. En els seus escrits defensa l'anarquisme i el personalisme d'Emmanuel Mounier. És el President de la Fundació Emmanuel Mounier, membre del Consell de Redacció de la revista Acontecimiento i de la Col·lecció "Persona".
Llicenciat i doctor en filosofia (Universitat Complutense de Madrid), Llicenciat en Dret (UNED, Madrid), Diplomat en Sociologia Política (Centre d'Estudis Constitucionals, Madrid). És Professor Titular a la Universitat Complutense de Madrid i Professor Visitant Permanent de la Universitat Pontifícia de Mèxic. Fundador de l'Institut Mounier d'Espanya, Mèxic, Argentina i Paraguai.
Va ser traductor i editor de molts escrits anarquistes clàssics en els anys 70. Ha estat amic de vells militants anarquistes com Diego Abad de Santillán, Vìctor Garcia i Angel Cappelletti.

## Obres
Ha escrit més de 250 llibres. La seva principal obra és el Manual de historia de las religiones, així com "Religiones personalistas, religiones transpersonalistas" i petites obres publicades per la seva pròpia editorial com "el hinduismo", "el budismo", "el islamismo". Les seves obres han estat traduïdes al nombrosos idiomes: anglès, francès, portuguès, italià, alemany, romanès, polonès, turc, català, gallec, basc. És director de la Revista Catòlica Internacional Communio.
- El anarquismo como fenómeno politico-moral. Editores Mexicanos Unidos: México, 1975
- Pró y contra Stirner. Zero, Bilbao, 1975.
- El Anarquismo como fenómeno politico-moral. México, 1975.
- La Buena Aventura de Comunicarse. Madrid, 1980.
- De la razón dialógica a la razón profética. Móstoles, 1991.
- Cuando la razón se hace palabra. Móstoles, 1992.
- La política como justicia y pudor. Móstoles, 1992.
- Victor Garcia, el Marco Polo del anarquismo. Móstoles, 1993.
- Valores del futuro que viene. Móstoles, 1995.
- Diez Palabras para educar en valores, Fundación Enmanuel Mounier, 1998
- Guillermo Rovirosa, Fundación Emmanuel Mounier, 2002
- El Nuevo Pensamiento de Franz Rosenzwei. Fundacion Emmanuel Mounier, Madrid, 2008.
- Razón cálida. La relación como lógica de los sentimientos. Escolar y Mayo, Madrid, 2009.
- Logoterapia centrada en la persona. Escolar y Mayo, Madrid, 2011.

## Distincions
Ha rebut diferents guardons:
- Premi d'Ètica Social (Madrid, 1991).
- Premio Pensament Social. (Valladolid, 1996).
- Premi Internacional Emmanuel Mounier. (París, 2002).
- Premi d'Humanitats. Acadèmia Mundial de Ciències, Tecnologia, Educació i Humanitats (València, 2004).
- Premi Gegant de l'Esperit (Inauco –Institut Internacional per a l'autogestió i l'acció social-, València, 2009).